# 星際城市
- 關於同英文名的遊戲，請見「模擬城市」。

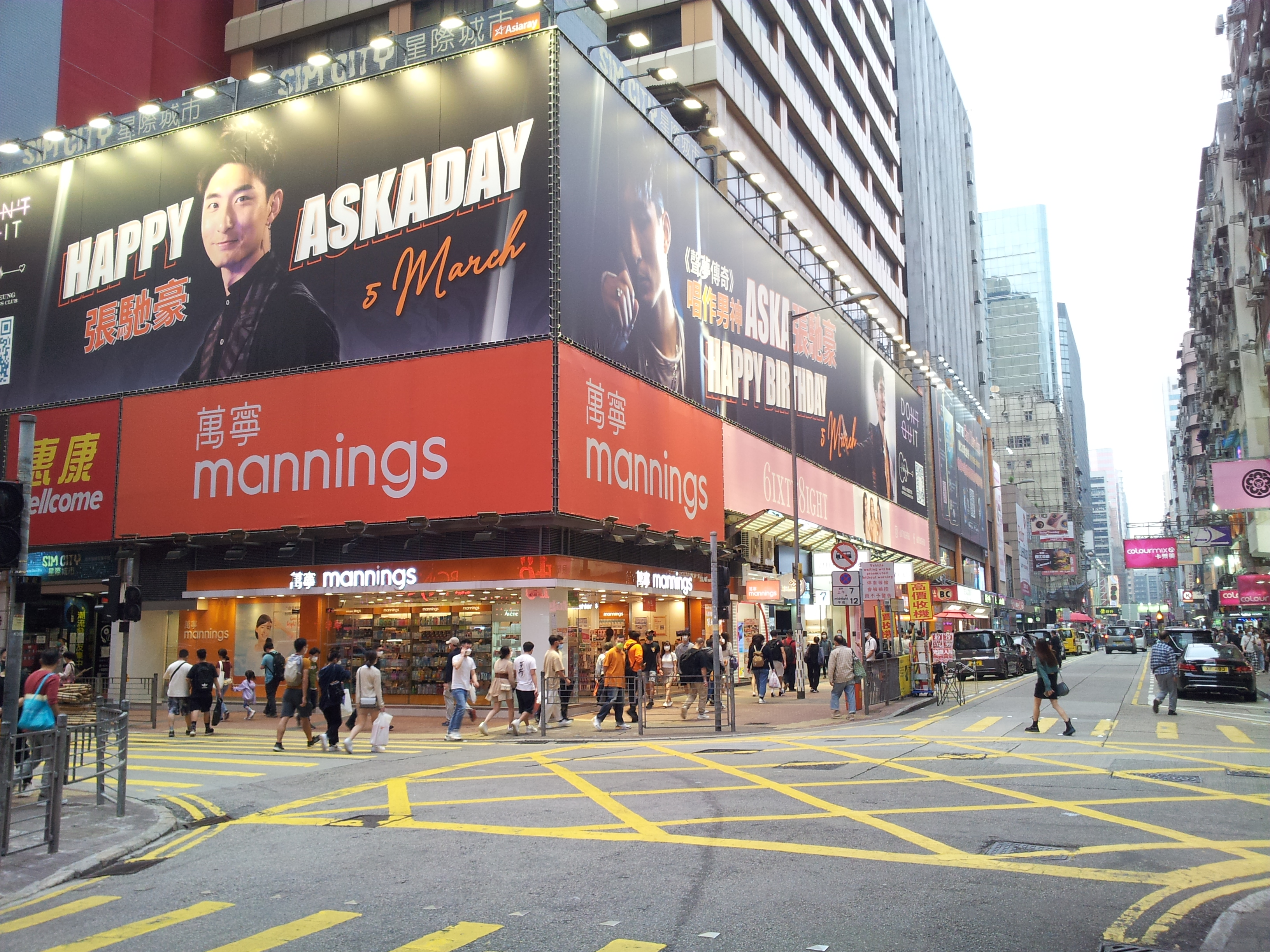
星際城市外貌（2022年）

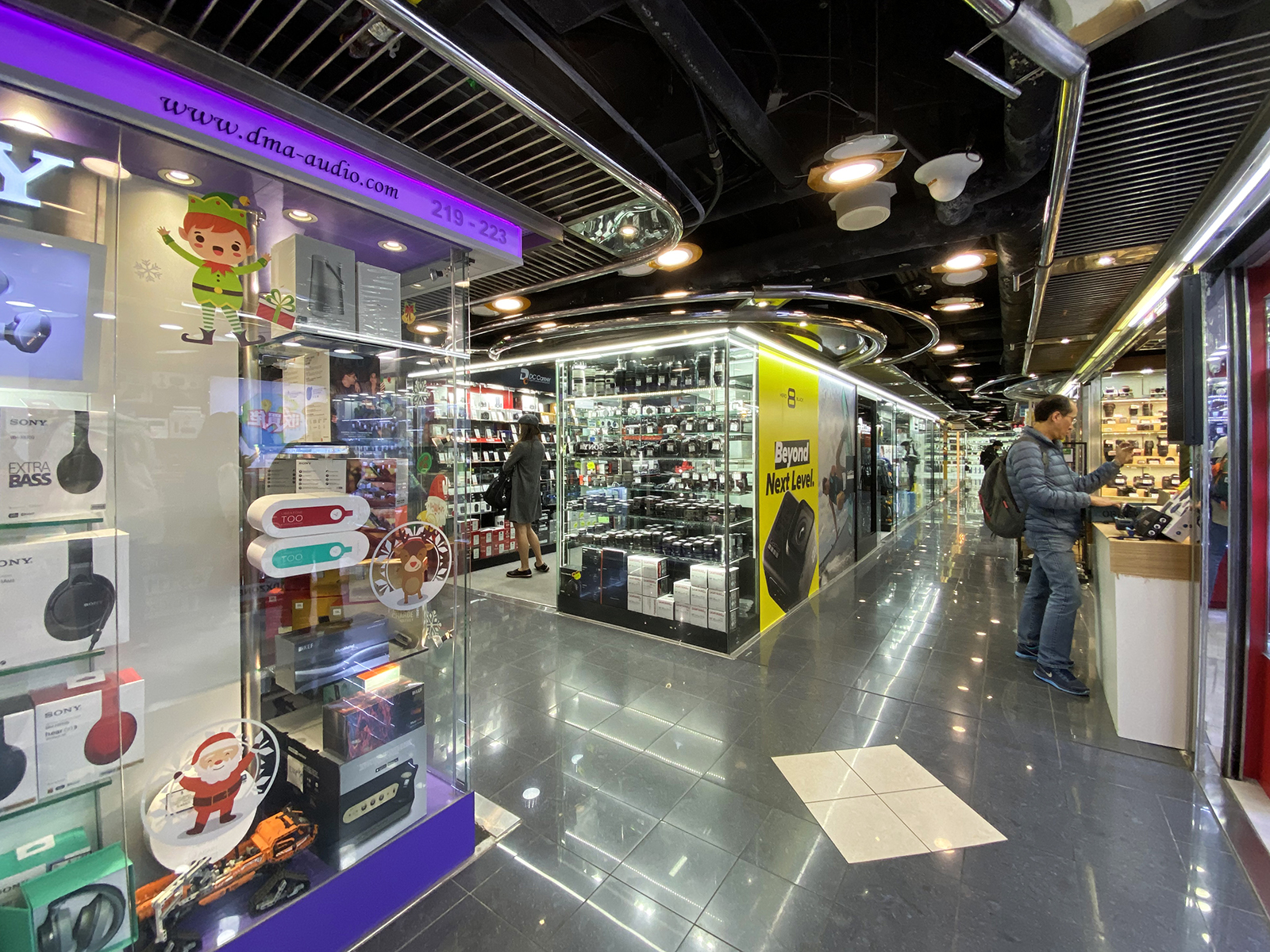
星際城市租戶主要以攝影器材和音響／耳機等產品為主

星際城市（英語：Sim City）為位於香港九龍旺角山東街47號至51號中僑商業大廈基座，與西洋菜南街交界的商場。商場前身是中僑國貨公司旺角店，到1996年結業後就改建為現時的星際城市。

## 結構
商場原有4層，商場剛落成後，地庫原是售賣手機和盜版光碟和軟件的地方，後來售賣盜版的店舖遷往樓上，地庫主要售賣手機和配件。地庫曾被放建為泰林電器，已結業後曾為鐳射影音特賣場，現時為卓悅化妝品店及惠康超級市場）。樓上3層主要售賣電腦用品及書籍，各種攝影器材，高質素的耳機及其周邊產品，更有店舖出售二手唱片及影碟，可是，第一層和第二層大部分店舖曾被用作售賣盜版和色情光碟，商場成為香港政府主要打擊的對象，海關和警方人員經常掃蕩售賣盜版和色情光碟。2005年以後，售賣盜版的情況有所遏制，但仍有人在商場內派發宣傳單張。

## 租戶
商場出租率不高，以往主要售賣電腦用品為主，但相對旺角電腦中心和高登電腦中心與黃金電腦商場，在該處開業的商戶比較少，亦成為了售賣盜版和色情光碟的黑點。到2008年後，場內售賣色情光碟或盜版之店舖已近乎消聲匿跡。進駐商戶均以售賣電腦配件、攝影器材、以及音響／耳機等產品為主。
2013年9月11日，六福珠寶以每月220萬元，呎租約1,571元承租地下6至7號舖，佔地1,400方呎，舖位由資深投資者黎金元在1996年以4,450萬元購入。